# Amphicyclotulus perplexus
Amphicyclotulus perplexus је пуж из реда Architaenioglossa и фамилије Neocyclotidae. 

## Угроженост
Ова врста се сматра рањивом у погледу угрожености врсте од изумирања.

## Распрострањење
Ареал врсте је ограничен на једну државу. 
Гваделуп је једино познато природно станиште врсте.